# Simon Fraser Hannay
Pour les articles homonymes, voir Fraser et Hannay.
Simon Fraser Hannay, né le 12 novembre 1801 à Inverness et mort le 25 janvier 1861 à Dibrugarh dans l'Assam, est un officier et explorateur britannique. 

## Biographie
Il est le fils de Henry Hannay et d'Helen Fraser.
Il entre dans l'infanterie du Bengale comme enseigne en 1820. Lieutenant, il épouse en 1827 à Margaret Campbell Graham (morte en 1841) puis en 1844 à Mary Florence Campbell. Il est le père de quatre fils et d'une fille.
Il sert dans l'Assam du 14 mai 1838 jusqu'à sa mort le 25 janvier 1861 comme commandant du 1er régiment de ligne de l'Assam.
Promu colonel, il est connu pour avoir été le pionnier du développement de l'industrie du thé en Assam et pour avoir remonté le premier, en 1835-1836, l'Iraouaddy durant 600 kilomètres jusqu'à sa confluence avec la rivière de Mogaung. Il pénètre alors à Mogaung et atteint la vallée de Hukawng où il trouve des mines d'ambre. Il émet alors des doutes sur la jonction entre l'Iraouaddy et le Brahmapoutre.

## Publications
- Notes on Ancient Temples and other Remains in the vicinity of Suddyah, Upper Assam in JASB, 17:1, 1848, p. 459-472.
- Sketch of the Singphos, or the Kakhyens of Burma, Calcutta, 1847